# 博贝纳尔科曼
博贝纳尔科曼（法語：Bosc-Bénard-Commin，法語發音：[bo benaʁ kɔmɛ̃]）是法国厄尔省的一个旧市镇，位于该省北部偏西，属于贝尔奈区。2016年1月1日，博贝纳尔科曼和相邻的另外2个市镇合并为新市镇大布特鲁尔德（Grand Bourgtheroulde）。

## 地理
博贝纳尔科曼（49°19'4"N, 0°50'55"E）面积4.21 平方千米，位于法国诺曼底大区厄尔省，该省份为法国北部内陆省份，北起滨海塞纳省，西接奧恩省和卡爾瓦多斯省，南至厄尔-卢瓦省，东临瓦兹省、瓦兹河谷省和伊夫林省。
与博贝纳尔科曼接壤的市镇（或旧市镇、城区）包括：鲁穆瓦地区贝维尔、博古埃、大布特鲁尔德、拉隆德。
博贝纳尔科曼的时区为UTC+01:00、UTC+02:00（夏令时）。

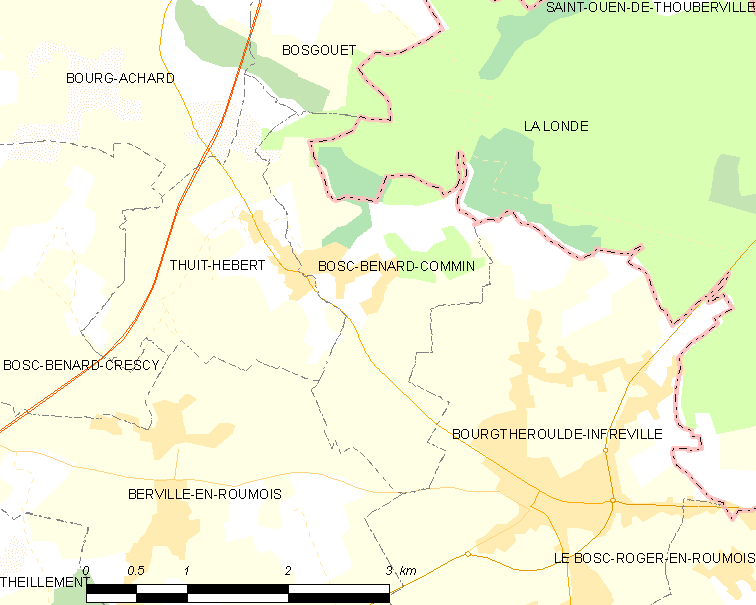
博贝纳尔科曼的OSM定位图

## 行政
博贝纳尔科曼的邮政编码为27520，INSEE市镇编码为27084。

## 政治
博贝纳尔科曼所属的省级选区为大布特鲁尔德县。

## 人口

1962-2008年间博贝纳尔科曼人口变化图示

博贝纳尔科曼于2017年1月1日时的人口数量为319人。